# David Starr Jordan
David Starr Jordan (ur. 19 stycznia 1851, zm. 19 września 1931) – amerykański biolog, eugenik, ichtiolog, popularyzator nauki i pacyfista. Był prezydentem Uniwersytetów Indiany i Stanforda.
Urodził się w Gainesville, New York, studiował na Uniwersytecie Cornella, Butler, i w Szkole Medycznej Uniwersytetu Indiany. W 1885 roku został prezydentem Uniwersytetu Indiany, w wieku zaledwie 34 lat. W 1891 roku został prezydentem Stanford, pełniąc swoje obowiązki do 1913 roku i od 1916 jako kanclerz. Był członkiem komisji ryb stanu Kalifornia (ang. California State Fish Commission). Jego imieniem jest nazwany statek badawczy NOAA.

## Prace
- Manual of the Vertebrates of the Northern United States (1876)
- Science sketches (1887)
- Fishes of North and Middle America (four volumes, 1896-1900)
- Animal Life: A First Book of Zoölogy (1900), with Vernon L. Kellog
- The Philosophy of Despair (1901)
- Food and Game Fishes of North America (1902), with Barton Warren Evermann|B. W. Evermann
- Guide to the Study of Fishes (1905)
- Life's Enthusiasms (1906)
- Days of a Man (1922) – autobiography
- The Blood of the Nation
- War and Waste (1913)
- War's Aftermath (1914), with H. E. Jordan
- Ways of Lasting Peace
- Democracy and World Relations
- Imperial Democracy
- Shore Fishes of Hawaii